# Церковь Благовещения Пресвятой Богородицы (Марьино)
Церковь Благовещения Пресвятой Богородицы — недействующий православный храм расположенный в селе Марьине Некоузского района Ярославской области, построенный по заказу графа Алексея Мусина-Пушкина в 1781 году. В настоящее время церковь заброшена.

## История
Церковь в Марьине была основана не позже 1-й половины XVII века (в 1641 оно упоминается как село). Каменный храм был построен на месте деревянного в 1781 году иждивением графа Алексея Мусина-Пушкина, которому примерно в это же время в наследство перешла усадьба Андреевское, расположенная рядом с Марьино, на другом берегу реки Ильдь. Освящён в честь Благовещения Пресвятой Богородицы. Основное здание было холодным, в приделе располагался тёплый храм, в 1793 году освящённый во имя Николая Чудотворца.
По описаниям современников, «пятиглавая каменная церковь села Марьина довольно красива по наружному своему виду. В холодном её отделении живописи нет; иконостас по белому фону, в четыре яруса, с живописными иконами работы художника Медведева. В алтаре вместо живописи поставлены две большого размера иконы святителя Николая Чудотворца и митрополита Димитрия Ростовского; утварь ценная и красивая. На западной стороне церкви устроены хоры».
В 1811 году Андреевское перешло во владение дочери Алексея Мусина-Пушкина Нателье Волконской (жены князя Дмитрия Волконского). Трудами четы Волконских и их сына Михаила в приходе Благовещенской церкви были открыты библиотека, родильный приют, а 1 сентября 1835 года — училище для крестьянских детей.
В 1865 году в пяти километрах от церкви, в деревне Притыкино, прихожанами была возведена каменная часовня, в память освобождения крестьян от крепостной зависимости.
В 1881 году прихожане избрали попечителем церкви князя Анатолия Куракина. Благодаря его пожертвованиям, храм был дважды обновлён внутри и снаружи, второй раз — после пожара 1893 года. В 1903 году на средства князя Куракина было построено новое здание приходского училища (ныне в нём располагается Марьинская школа).
В 1901 году на средства петербургских купцов Ершовых столичным архитектором Валентином Демьяновским были заново построены колокольня и зимний придельный храм. 12 ноября в зимнем храме был освящён правый придел в честь Димитрия Солунского — в память о погибших на полях сражений воинах, а 15 сентября 1902 года — левый придел в честь Николая Чудотворца. В 1909 году вокруг церкви была построена новая ограда с коваными решётками. Архитектор Демьяновский использовал природный гранит и новый для того времени строительный материал — железобетон.
В начале XX века прихожанами церкви были более 1,5 тысяч человек. В приход кроме села Марьино входили деревни Заверткино, Медведково, Федотьево, Малая Тубола, Большая Тубола, Ониково, Ханинка, Притыкино, Погорелка, Знамово, Назимино, Федосово, Кулотино, Кожевниково, Пасеново.
Храм был закрыт советскими властями в 1930-х годах. Председатель церковной общины Александр Александрович Уксусов арестован 10 октября 1937 года, обвинён «в нелегальных сборищах, повстанческой и пораженческой агитации, клевете на политику партии» и приговорён к десяти годам лагерей; скончался 6 декабря в Кулойском лагере НКВД при неизвестных обстоятельствах. В 2000 году он был причислен к лику святых новомучеников.
После закрытия сильно пострадал интерьер храма, была почти полностью разрушена ограда вокруг церкви и одна из угловых часовен.

## Архитектура
Стиль летнего храма следует определить как ранний классицизм с элементами барокко. Композиция летнего храма представляет собой традиционный для барокко восьмерик на четверике. Данная композиция в Ярославском регионе получает распространение во второй половине XVIII в. Можно привести пример как более ранних памятников (церковь Рождества Христова в с. Татьянино (1734), Церковь Параскевы Пятницы в Большом Селе (1747), так и более поздних: Пятницкую церковь в Пошехонском районе (между 1767 и 1779), церковь Петра и Павла в Петровском (1780-е), церковь Симеона и Анны в Новоселках (1780), церковь Иоанна Богослова в Подлеснове (1795), Крестовоздвиженскую церковь в Игрищах (1790), Казанскую церковь в Филиппово (1796). Композиция типа восьмерик на четверике сохраняется вплоть до первой четверти XIX века в таких постройках, как: церковь Василия Великого в селе Горки (1802), церковь Иоакима и Анны в Филипповском (1809), церковь Михаила Архангела в с. Бибирево (1816).
Южный и северный порталы церкви Благовещения выделены портиком с пилястрами и тремя круглыми окнами. Наличники окон как зимнего храма, так и трапезной лаконичные, южный и северный входы обрамлены лепной полукруглой аркой. Фронтон и верхний ярус восьмерика обозначены карнизом с дентикулами. Кроме самого восьмерика, о барокко также напоминают люкарны в куполе.

Архитектура трапезной 1901 года имеет базиликальную композицию. Три «полуциркульные арки» — окна — на южном и северном фасадах разделены рустованными пилястрами; торцы трапезной также декорированы рустом. Западный портал представляет собой портик с двойными пилястрами по бокам, заслоненный выступающим крытым входом. Стиль колокольни 1909 года постройки можно обозначить как неоклассицизм. На фризе второго яруса колокольни присутствует чередование триглифов и розеток.
- Колокольня (2020 г.)
- Ограда и трапезная (2014 г.)
- Трапезная (2014 г.)
- Трапезная (2020 г.)

### Интерьер
Восьмерик опирается на «двойные», или ступенчатые тромпы. На внутренних гранях восьмерика сохранились элементы двух фресок, обрамлённых пилястрами. Четыре вертикальных полукруглых окна восьмерика также выделены пилястрами. Купол кессонный. Периметр восьмерика опоясывают два карниза; над южным и северным входами также присутствует выступающий карниз.
- Трапезная (2020 г.)
- Купол (2020 г.)
- Тромпы (2020 г.)